# Вінніченко Віталій Павлович
Віта́лій Па́влович Вінніче́нко (нар. 1 серпня 1973, м. Жмеринка, Вінницька область, Українська РСР — 14 червня 2014, м. Маріуполь, Донецька область, Україна) — майор ДПСУ, учасник російсько-української війни.

## Життєпис
Віталій Вінніченко народився 1973 року у місті Жмеринка на Вінниччині. 1990-го закінчив загальноосвітню школу № 4. По тому близько півроку працював полірувальником в стоматологічній поліклініці Жмеринки. Пройшов строкову військову службу в прикордонних військах на західному кордоні.
Закінчив Національну академію Державної прикордонної служби України імені Богдана Хмельницького. В Хмельницькому познайомився з майбутньою дружиною. Після закінчення Академії розпочав службу на Черкащині.
Майор, старший офіцер — старший викладач відділення підготовки з тактики прикордонної служби циклу підготовки прикордонних дисциплін та правової підготовки Навчального центру підготовки молодших спеціалістів Державної прикордонної служби України, в/ч 9930, селище Оршанець, Черкаська область.
Одночасно зі службою навчався у Київському славістичному університеті за спеціальністю «Менеджмент організації».
З початком російської збройної агресії проти України навесні 2014 року протягом двох місяців виконував завдання на території проведення антитерористичної операції на Сході України. У червні вирушив до Маріуполя у свою другу ротацію.

## Обставини загибелі
14 червня 2014 року близько 10:00 на околиці міста Маріуполя, в районі заводу «Азовсталь», терористами із засідки була обстріляна колона автомобілів Державної прикордонної служби, яка направлялась на ротацію до підрозділів ДПСУ із вантажем провізії та речового майна. Колону чекали і для засідки обрали відкрите пристріляне місце на мосту. Терористи зробили по колоні три постріли з гранатометів і відкрили вогонь із автоматів. Один постріл з гранатомету влучив у кабіну автомобіля «МАЗ», який перевозив боєприпаси. В кабіні перебували службовець (водій) Олександр Островський і прапорщик Володимир Гречаний. Внаслідок вибуху Островський одразу загинув, а Гречаний зазнав тяжких поранень і ще боровся за життя. Він помер на операційному столі в Маріупольській міській лікарні. Другий постріл з гранатомета потрапив у задню частину автобуса, який перевозив особовий склад. Військовослужбовці покинули машину та вступили у бій. По них працювали снайпери. Майор Микола Зайцев і старшина Сергій Єпіфанов загинули від снайперських куль у голову, коли переміщувалися до укриття. Майор Віталій Вінніченко був в автобусі, що рухався у хвості колони. Розривна куля влучила йому під бронежилет, у незахищену зону під рукою, і розірвала печінку. За годину він помер у кареті швидкої допомоги. Бій тривав близько півгодини, загинули 5 прикордонників Оршанського Навчального центру. Згодом на допомогу надійшла група з Донецького прикордонного загону, а за кілька хвилин і бійці Національної гвардії. Ще 7 прикордонників у тому бою зазнали поранень.
17 червня прощання із загиблими прикордонниками пройшло в Оршанці на Черкащині, де вони служили і жили вже кілька років. Наступного дня з майором Вінніченком прощались у Жмеринці. Похований у селі Носківці Жмеринського району, поруч із могилою батька.
Вдома у Віталія залишилась дружина Ірина та 11-річний син Назар, в Жмеринці — мати Любов Олександрівна. Батько Віталія Павло працював у газовій конторі в Жмеринці. Помер 2013 року у 63-річному віці.

## Нагороди та відзнаки
- Орден «За мужність» III ст. (20.06.2014, посмертно) — за особисту мужність і героїзм, виявлені у захисті державного суверенітету та територіальної цілісності України, вірність військовій присязі та незламність духу[6].
- Почесна відзнака «За заслуги перед Черкащиною» (посмертно).
- Пам'ятний знак «За заслуги перед містом Черкаси» І ст. (2015, посмертно)[7].
- Звання «Почесний громадянин міста Черкаси» (2016, посмертно)[8].

## Вшанування пам'яті
- У липні 2014 року в селі Руська Поляна Черкаського району, поблизу якого розташований Оршанський навчальний центр ДПСУ, вулицю Постишева перейменовано на вулицю Віталія Вінніченка[9].
- В травні 2015 року в Черкасах відкрито пам'ятний знак землякам, які загинули в зоні АТО. На 4-метровому кованому хресті — імена і фотографії 20 полеглих Героїв, серед яких і Віталій Вінніченко[10].
- В Жмеринці на будівлі ЗОШ І-ІІІ ст. № 4 встановлено меморіальну дошку на честь загиблого випускника школи Віталія Вінніченка[11].
- 17 червня 2017 року в Маріуполі, під час урочистостей з нагоди річниці визволення Маріуполя від бойовиків було відкрито меморіальний пам'ятник з іменами воїнів-прикордонників, які загинули від рук терористів 14 червня 2014 року. Меморіал було встановлено на пост-мосту, де загинули прикордонники. Поряд з ним встановлений прикордонний стовп — символ української землі, за яку прикордонники віддали свої життя[2][12].